# فهرست ترانه‌ها در اسپاتیفای با بیشترین استریم

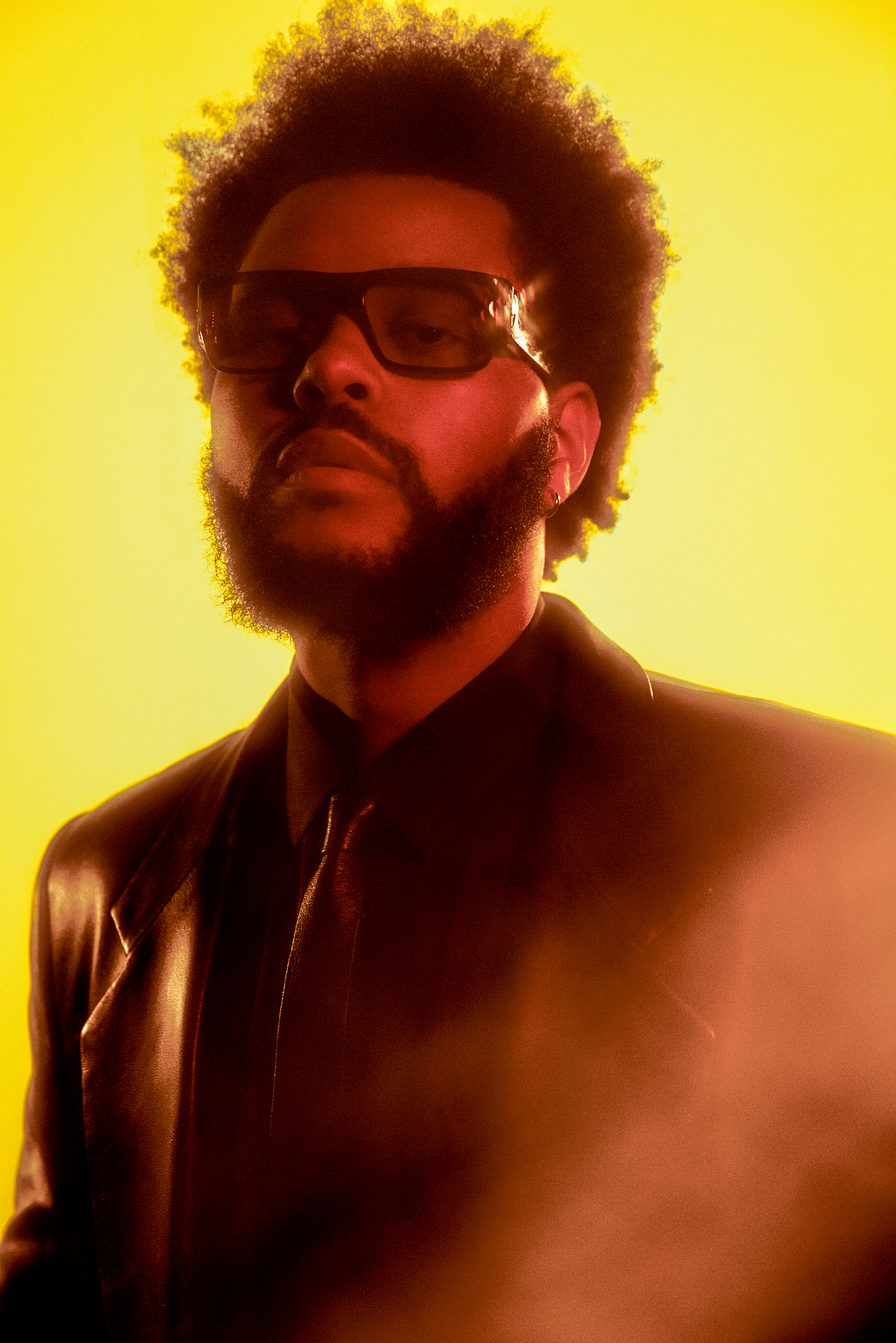
«پرتوهای کورکننده» از د ویکند با بیش از ۴ میلیارد استریم، پر استریم‌ترین ترانۀ اسپاتیفای است.

فهرست زیر شامل ۱۰ ترانهٔ برتر با بیشترین استریم در پلتفرم اسپاتیفای است. تا ۲۳ مارس ۲۰۲۵، چهار آهنگ به بیش از ۳ میلیارد استریم رسیده‌اند. «پرتوهای کورکننده» از د ویکند تنها آهنگی است که از مرز ۴ میلیارد عبور کرده‌است.

## ۱۰ ترانهٔ پر استریم
| رتبه           | ترانه              | استریم‌ها (میلیارد) | هنرمندان                      | تاریخ انتشار    | منابع         |
| -------------- | ------------------ | ------------------ | ----------------------------- | --------------- | ------------- |
| ۱              | پرتوهای کورکننده   | ۴٫۰۲۰              | د ویکند                       | ۲۹ نوامبر ۲۰۱۹  | [ ۱ ] [ ۲ ]   |
| ۲              | شکل تو             | ۳٫۷۵۷              | اد شیرن                       | ۶ ژانویه ۲۰۱۷   | [ ۳ ]         |
| ۳              | کسی که دوستش داشتی | ۳٫۱۷۰              | لوئیس کاپالدی                 | ۸ نوامبر ۲۰۱۸   | [ ۴ ]         |
| ۴              | آفتابگردان         | ۳٫۱۲۰              | پست مالون و سوئه لی           | ۱۸ اکتبر ۲۰۱۸   | [ ۵ ] [ ۴ ]   |
| ۵              | میمون رقاص         | ۲٫۹۷۸              | تونز اند آی                   | ۱۰ مه ۲۰۱۹      | [ ۶ ]         |
| ۶              | استاربوی           | ۲٫۹۷۶              | د ویکند                       | ۲۱ سپتامبر ۲۰۱۶ | [ ۷ ] [ ۸ ]   |
| ۷              | از ایت واز         | ۲٫۹۶۷              | هری استایلز                   | ۱ آوریل ۲۰۲۲    | [ ۹ ] [ ۱۰ ]  |
| ۸              | وان دِنس            | ۲٫۹۵۱              | دریک با همکاری ویزکید و کایلا | ۵ آوریل ۲۰۱۶    | [ ۱۱ ] [ ۱۲ ] |
| ۹              | بمان               | ۲٫۹۱۹              | د کید لروی و جاستین بیبر      | ۹ ژوئیه ۲۰۲۱    | [ ۱۳ ]        |
| ۱۰             | راک‌استار           | ۲٫۸۵۹              | پست مالون با همکاری ۲۱ سویج   | ۱۵ سپتامبر ۲۰۱۷ | [ ۱۴ ]        |
| ‏۲۳ ژانویهٔ ۲۰۲۴ |                    |                    |                               |                 |               |